# 小田嶋定吉
小田嶋 定吉（おだじま さだきち、1890年（明治23年）9月18日 - 1972年（昭和47年）12月19日）は、日本の実業家。日本経済新聞社元社長。

## 経歴・人物
岩手県和賀郡岩崎村出身（現：北上市）。1916年に早稲田大学文学部英文科卒業。万朝報で記者としての勤務を経て、日経の前身である中外商業新報社に入社した。
常務を経て、公職追放を受けた小汀利得に代わり、1947年から日本経済新聞社代表取締役を務め、翌年には社長に就任した。
共同通信社理事会長、日本短波放送社長、日本教育テレビ代表取締役などを歴任し、1951年から55年まで日本新聞協会会長を務めた。1965年に勲二等旭日重光章を受章した。
1972年12月19日肺炎のために死去。82歳没